# Władysław Stryjeński
Władysław Jan Augustyn Stryjeński, ps. „Bystram” (ur. 20 czerwca 1889 w Krakowie, zm. 16 maja 1956 w Zakopanem) – polski lekarz psychiatra i prawnik, major Wojska Polskiego i senator, członek Koła Parlamentarnego Obozu Zjednoczenia Narodowego w 1938 roku.

## Życiorys
Był synem Tadeusza i Marii z Bobrownickich, bratem Karola i wnukiem Aleksandra.

Stryjeński wśród oficerów sztabu Piłsudskiego w 1914

W 1907 ukończył austriackie gimnazjum w Kremsmünster, następnie podjął studia medyczne na Wydziale Lekarskim Uniwersytetu Jagiellońskiego. 28 grudnia 1914 r. otrzymał dyplom lekarski. Od stycznia 1913 do sierpnia 1914 był członkiem Związku Strzeleckiego, 3 sierpnia 1914 r. zgłosił się do Legionów, został przydzielony do 1 Pułku Piechoty jako lekarz 3 baonu. 6 sierpnia wraz z Pierwszą Kadrową wyruszył z Oleandrów. 5 marca 1915 r. został mianowany podporucznikiem, a 1 kwietnia 1916 porucznikiem i skierowany jako lekarz oddziału legionowego do szpitala PCK w Nowym Targu, w październiku 1916 przeniesiony na stanowisko kierownika szpitala PCK w Rabce. W 1917 trafił do szpitala w Zambrowie, a później w Kobierzynie. W wojnie polsko-rosyjskiej służył jako lekarz frontowy, 3 kwietnia 1922 r. został zwolniony z czynnej służby i przeniesiony do rezerwy w stopniu majora. Działał w Kole Lekarzy Legionistów, był przewodniczącym sekcji pozastołecznej w Krakowie, w lipcu 1935 został wybrany członkiem zarządu głównego.
W latach 1922–1928 pracował jako lekarz, a następnie od 1929 do wybuchu wojny w 1939 był dyrektorem Państwowego Zakładu dla Umysłowo i Nerwowo Chorych w Kobierzynie. Jako przedstawiciel Krakowskiej Izby Lekarskiej został wybrany do składu Naczelnej Izby Lekarskiej V kadencji 1935–1939. W latach 1931–1936 studiował prawo na UJ uzyskując tytuł magistra praw. Był zastępcą senatora wybrany w 1935 w województwie krakowskim. Członek Zarządu Okręgu Kraków Związku Legionistów Polskich w 1936 roku. W 1938 został wybrany senatorem RP.
We wrześniu 1939 przekroczył granicę z Rumunią, a w 1940 znalazł się w Szwajcarii (po ojcu, synu emigranta z 1831 posiadał obywatelstwo szwajcarskie), gdzie pracował w szpitalu psychiatrycznym w Wil. Mimo ciekawej oferty pracy z Genewy zdecydował się na powrót do Polski w 1946. Szykanowany w czasach stalinowskich za życiorys i pochodzenie próbował normalnie pracować, zorganizował w Krakowie drugą w kraju Poradnię Zdrowia Psychicznego, był dyrektorem Wojewódzkiej Poradni Zdrowia Psychicznego i biegłym lekarzem ZUS. Do jego uczniów należał Antoni Kępiński, który obdarzał go szczególnym rodzajem uznania i admiracji.
W 1952 r. zachorował na zapalenie płuc, które spowodowało chorobę serca. Zmarł na zawał serca w 1956 w Zakopanem, został pochowany w rodzinnym grobowcu na cmentarzu Rakowickim w Krakowie (kwatera FD-wsch-po lewej Popielów).

## Ordery i odznaczenia
- Krzyż Niepodległości (13 września 1933)[8]
- Złoty Krzyż Zasługi (24 lutego 1937)[9]
- Odznaka Pamiątkowa „Pierwszej Kompanii Kadrowej”[10]